# Patrick Hefti
Patrick Hefti (19 novembre 1969) è un ex calciatore liechtensteinese, di ruolo difensore.

## Carriera

### Nazionale
Ha collezionato 33 presenze con la propria nazionale.

## Palmarès

### Club

#### Competizioni nazionali
- Coppa del Liechtenstein: 6

Vaduz: 1989-1990, 1991-1992, 1995-1996, 1997-1998, 1998-1999, 1999-2000